# Katrina Adamsová
Katrina Adamsová (* 5. srpna 1968 Chicago) je americká sportovní funkcionářka a bývalá tenistka, která mezi profesionálkami hrála v letech 1984–1999. V letech 2015–2018 byla prezidentkou Americké tenisové asociace, jakožto první Afroameričanka, první bývalý profesionální tenista a nejmladší osoba v této funkci. Nadále pak zůstala viceprezidentkou Mezinárodní tenisové federace, předsedkyní jejího výboru pro rovnost pohlaví v tenise zřízeného v roce 2017, a od roku 2016 také předsedkyní výboru Billie Jean King Cupu, řídícího orgánu soutěže.
Ve své kariéře na okruhu WTA Tour vyhrála dvacet deblových turnajů. V rámci okruhu ITF získala jeden titul ve dvouhře a sedm ve čtyřhře.
Na žebříčku WTA byla ve dvouhře nejvýše klasifikována v květnu 1989 na 67. místě a ve čtyřhře pak v srpnu téhož roku na 8. místě.
V americkém fedcupovém týmu neodehrála žádné utkání.

## Tenisová kariéra

### Tenisové začátky
Tenis začala hrát v šesti letech poté, co vstoupila do oddílu v chicagské části West Side. V letech 1983 a 1984 se během středoškolských studií na Whitney Young High School stala tenisovou mistryní školní asociace v Illinois.
Po maturitě pokračovala studiem na Northwestern University. V roce 1987 s Dianou Donnellyovou zvítězily ve čtyřhře na šampionátu National Collegiate Athletic Association (NCAA). Dvakrát byly obě hráčky vyhlášeny nejlepším americkým univerzitním týmem – All-America.

### Profesionální kariéra
V singlových soutěžích okruhu WTA Tour se probojovala do dvou finále, z nichž odešla poražena. V únoru 1988 hladce podlehla na novozélandském Wellington Classic Kanaďance Jill Hetheringtonové, když získala jen dva gamy. Na listopadovém Virginia Slims of Nashville 1991 v Brentwoodu pak v boji o titul nenašla recept na Belgičanku Sabinu Appelmansovou.
V deblových soutěžích WTA Tour získala dvacet trofejí. Nejvíce nastupovala s krajankou Zinou Garrisonovou a opakovaně hrála také po boku nizozemské hráčky Manon Bollegrafové. Ve druhé nejvyšší kategorii Tier I si připsala jediný titul, když na listopadovém Advanta Championships of Philadelphia 1993 s Bollegrafovou triumfovaly nad favorizovanou španělsko-lotyšskou dvojicí Conchita Martínezová a Larisa Neilandová, až v tiebreaku rozhodující sady poměrem míčů 9:7. Po boku Neilandové vyhrála poslední čtyřhru na Birmingham Classic v červnu 1997. Na travnatém pažitu ve finále přehrály francouzsko-americký pár Nathalie Tauziatová a Linda Wildová.
Na nejvyšší grandslamové úrovni se probojovala nejdále do osmifinále dvouhry Wimbledonu 1988, v němž skončila na raketě čtvrté nasazené Chris Evertové po setech 7–5, 3–6 a 0–6. Na stejném ročníku londýnského majoru dosáhla i deblového maxima, když se Zinou Garrisonovou postoupily do semifinále ženské čtyřhry, V něm je přehrála sovětská dvojice Larisa Savčenková a Nataša Zverevová po dvousetovém průběhu.

## Po ukončení kariéry
Od roku 2003 začala spolukomentovat televizní přenosy pro stanici Tennis Channel a stala se také výkonnou ředitelkou juniorské ligové soutěže Harlem Junior Tennis League.
V lednu 2015 byla zvolena, jakožto první profesionální tenistka i žena do funkce prezidentky Americké tenisové asociace (USTA). Po dvou funkčních obdobích ji v lednu 2019 vystřídal bývalý první deblista světa Patrick Galbraith.

## Finále na okruhu WTA Tour
| Legenda                    |
| -------------------------- |
| D – dvouhra; Č – čtyřhra   |
| Grand Slam (0)             |
| Turnaj mistryň (0)         |
| Virginia Slims (2–0 Č)     |
| Tier I (1–1 Č)             |
| Tier II (4–5 Č)            |
| Tier III (6–4 Č)           |
| Tier IV & V (0–2 D; 7–6 Č) |

### Dvouhra: 2 (0–2)
| Stav       | č. | datum             | turnaj     | povrch    | soupeřka ve finále    | výsledek |
| ---------- | -- | ----------------- | ---------- | --------- | --------------------- | -------- |
| Finalistka | 1. | 1. února 1988     | Wellington | tvrdý     | Jill Hetheringtonovcá | 1–6, 1–6 |
| Finalistka | 2. | 4. listopadu 1991 | Brentwood  | tvrdý (h) | Sabine Appelmansová   | 2–6, 4–6 |

### Čtyřhra: 36 (20–16)
| Stav       | č.  | datum              | turnaj        | povrch    | spoluhráčka           | soupeřky ve finále                        | výsledek           |
| ---------- | --- | ------------------ | ------------- | --------- | --------------------- | ----------------------------------------- | ------------------ |
| Vítězka    | 1.  | 7. prosince 1987   | Guarujá       | tvrdý     | Cheryl Jonesová       | Jill Hetheringtonová Mercedes Pazová      | 6–4, 4–6, 6–4      |
| Vítězka    | 2.  | 7. března 1988     | Boca Raton    | tvrdý     | Zina Garrisonová      | Claudia Kohde-Kilschová Helena Suková     | 4–6, 7–5, 6–4      |
| Finalistka | 1.  | 11. dubna 1988     | Amelia Island | antuka    | Penny Bargová         | Zina Garrisonová Eva Pfaffová             | 4–6, 6–2, 7–6(7–5) |
| Vítězka    | 3.  | 18. dubna 1988     | Houston       | antuka    | Zina Garrisonová      | Lori McNeilová Martina Navrátilová        | 6–7(4–7), 6–2, 6–4 |
| Finalistka | 2.  | 24. října 1988     | Indianapolis  | tvrdý (h) | Zina Garrisonová      | Larisa Savčenková Nataša Zverevová        | 6–2, 6–1           |
| Vítězka    | 4.  | 25. listopadu 1988 | Tokio         | koberec   | Zina Garrisonová      | Gigi Fernándezová Robin Whiteová          | 7–5, 7–5           |
| Vítězka    | 5.  | 30. ledna 1989     | Tokio         | koberec   | Zina Garrisonová      | Gigi Fernándezová Claudia Kohde-Kilschová | 6–3, 3–6, 7–6(7–5) |
| Vítězka    | 6.  | 27. února 1989     | San Antonio   | tvrdý     | Pam Shriverová        | Patty Fendicková Jill Hetheringtonová     | 3–6, 6–1, 6–4      |
| Vítězka    | 7.  | 24. dubna 1989     | Houston       | antuka    | Zina Garrisonová      | Gigi Fernándezová Lori McNeilová          | 6–3, 6–4           |
| Vítězka    | 8.  | 22. května 1989    | Ženeva        | antuka    | Lori McNeilová        | Larisa Savčenková Nataša Zverevová        | 2–6, 6–3, 6–4      |
| Vítězka    | 9.  | 19. června 1989    | Eastbourne    | tráva     | Zina Garrisonová      | Jana Novotná Helena Suková                | 6–3skreč           |
| Vítězka    | 10. | 23. října 1989     | Brighton      | koberec   | Lori McNeilová        | Hana Mandlíková Jana Novotná              | 4–6, 7–6(9–7), 6–4 |
| Vítězka    | 11. | 30. října 1989     | Indianapolis  | tvrdý (h) | Lori McNeilová        | Claudia Porwiková Larisa Savčenková       | 6–4, 6–4           |
| Finalistka | 3.  | 5. listopadu 1990  | Indianapolis  | tvrdý (h) | Jill Hetheringtonová  | Patty Fendicková Meredith McGrathová      | 6–1, 6–1           |
| Finalistka | 4.  | 18. února 1991     | Oklahoma City | tvrdý (h) | Jill Hetheringtonová  | Meredith McGrathová Anne Smithová         | 6–2, 6–4           |
| Finalistka | 5.  | 22. července 1991  | Westchester   | tvrdý     | Lori McNeilová        | Rosalyn Fairbanková Lise Gregoryová       | 7–5, 6–4           |
| Vítězka    | 12. | 5. arpna 1991      | Albuquerque   | tvrdý     | Isabelle Demongeotová | Lise Gregoryová Peanut Louie Harperová    | 6–7(2–7), 6–4, 6–3 |
| Finalistka | 6.  | 11. listopadu 1991 | Indianapolis  | tvrdý (h) | Mercedes Pazová       | Patty Fendicková Gigi Fernándezová        | 6–4, 6–2           |
| Finalistka | 7.  | 10. ledna 1992     | Chicago       | koberec   | Zina Garrisonová      | Martina Navrátilová Pam Shriverová        | 6–4, 7–6(9–7)      |
| Finalistka | 8.  | 17. února 1992     | Oklahoma City | tvrdý (h) | Manon Bollegrafová    | Lori McNeilová Nicole Provisová           | 3–6, 6–4, 7–6(8–6) |
| Vítězka    | 13. | 9. listopadu 1992  | Indianapolis  | tvrdý (h) | Elna Reinachová       | Sandy Collinsová Mary-Lou Danielsová      | 5–7, 6–2, 6–4      |
| Vítězka    | 14. | 8. února 1993      | Chicago       | koberec   | Zina Garrisonová      | Amy Frazierová Kimberly Poová             | 7–6(9–7), 6–3      |
| Finalistka | 9.  | 15. února 1993     | Oklahoma City | tvrdý (h) | Manon Bollegrafová    | Patty Fendicková Zina Garrisonová         | 6–3, 6–2           |
| Vítězka    | 15. | 22. března 1993    | Houston       | antuka    | Manon Bollegrafová    | Jevgenija Maniokovová Radka Zrubáková     | 6–3, 5–7, 7–6(9–7) |
| Finalistka | 10. | 28. března 1993    | Hilton Head   | antuka    | Manon Bollegrafová    | Gigi Fernándezová Nataša Zverevová        | 6–3, 6–1           |
| Vítězka    | 16. | 1. listopadu 1993  | Quebec        | tvrdý (h) | Manon Bollegrafová    | Katerina Malejevová Nathalie Tauziatová   | 6–4, 6–4           |
| Vítězka    | 17. | 8. listopadu 1993  | Filadelfie    | koberec   | Manon Bollegrafová    | Conchita Martínezová Larisa Neilandová    | 6–2, 4–6, 7–6(9–7) |
| Finalistka | 11. | 14. února 1994     | Oklahoma City | tvrdý (h) | Manon Bollegrafová    | Patty Fendicková Meredith McGrathová      | 7–6(7–3), 6–2      |
| Finalistka | 12. | 21. března 1994    | Houston       | antuka    | Zina Garrisonová      | Manon Bollegrafová Martina Navrátilová    | 6–4, 6–2           |
| Finalistka | 13. | 13. února 1995     | Oklahoma City | tvrdý (h) | Brenda Schultzová     | Nicole Arendtová Laura Golarsová          | 6–4, 6–3           |
| Finalistka | 14. | 30. října 1995     | Oakland       | koberec   | Zina Garrisonová      | Lori McNeilová Helena Suková              | 3–6, 6–4, 6–3      |
| Finalistka | 15. | 19. února 1996     | Oklahoma City | tvrdý (h) | Debbie Grahamová      | Chanda Rubinová Brenda Schultz-McCarthy   | 6–4, 6–3           |
| Vítězka    | 18. | 6. května 1996     | Budapešť      | antuka    | Debbie Grahamová      | Radka Bobková Eva Melicharová             | 6–3, 7–6(7–3)      |
| Vítězka    | 19. | 13. května 1996    | Cardiff       | antuka    | Mariaan de Swardtová  | Els Callensová Laurence Courtoisová       | 6–0, 6–4           |
| Vítězka    | 20. | 9. června 1997     | Birmingham    | tráva     | Larisa Neilandová     | Nathalie Tauziatová Linda Wildová         | 6–2, 6–3           |
| Finalistka | 16. | 12. ledna 1998     | Sydney        | tvrdý     | Meredith McGrathová   | Martina Hingisová Helena Suková           | 6–1, 6–2           |